# Liste der höchsten Gebäude in Japan
Die Liste der höchsten Gebäude in Japan listet alle Gebäude Japans mit einer Höhe von mindestens 200 Metern auf, zusätzlich aller in Bau oder in Planung befindlichen.

## Liste der höchsten Gebäude

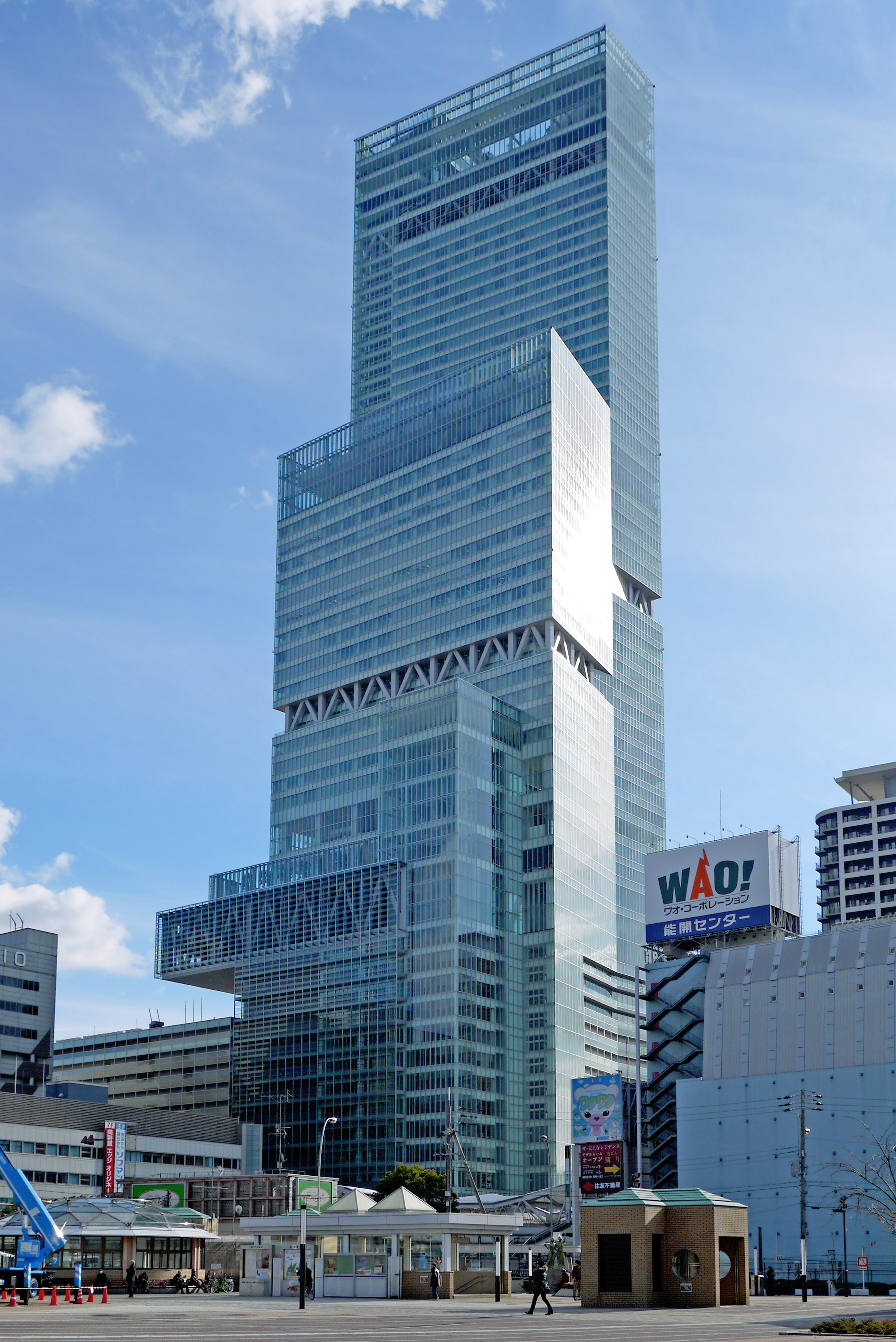
Abeno Harukas, Osaka
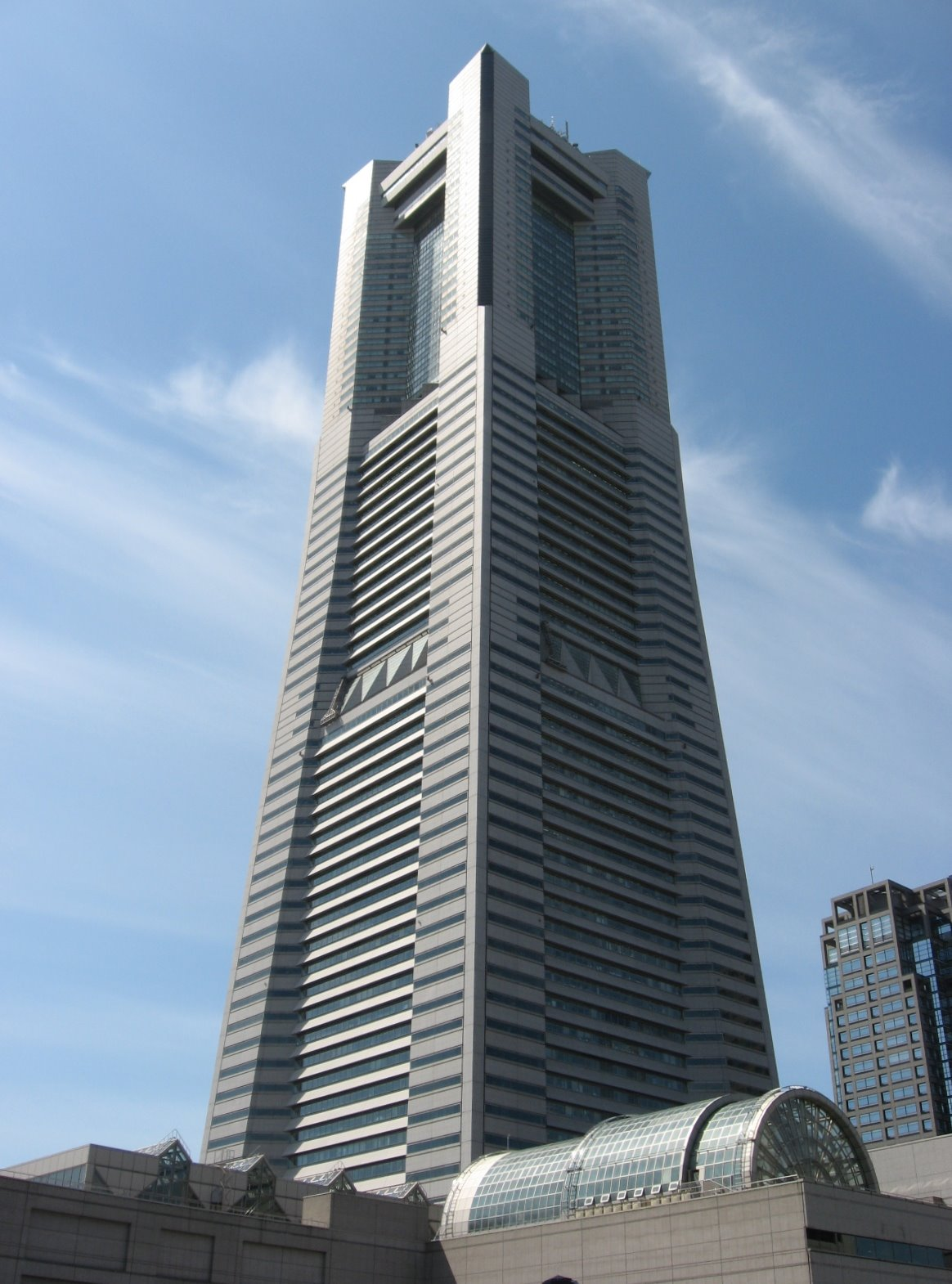
Landmark Tower, Yokohama
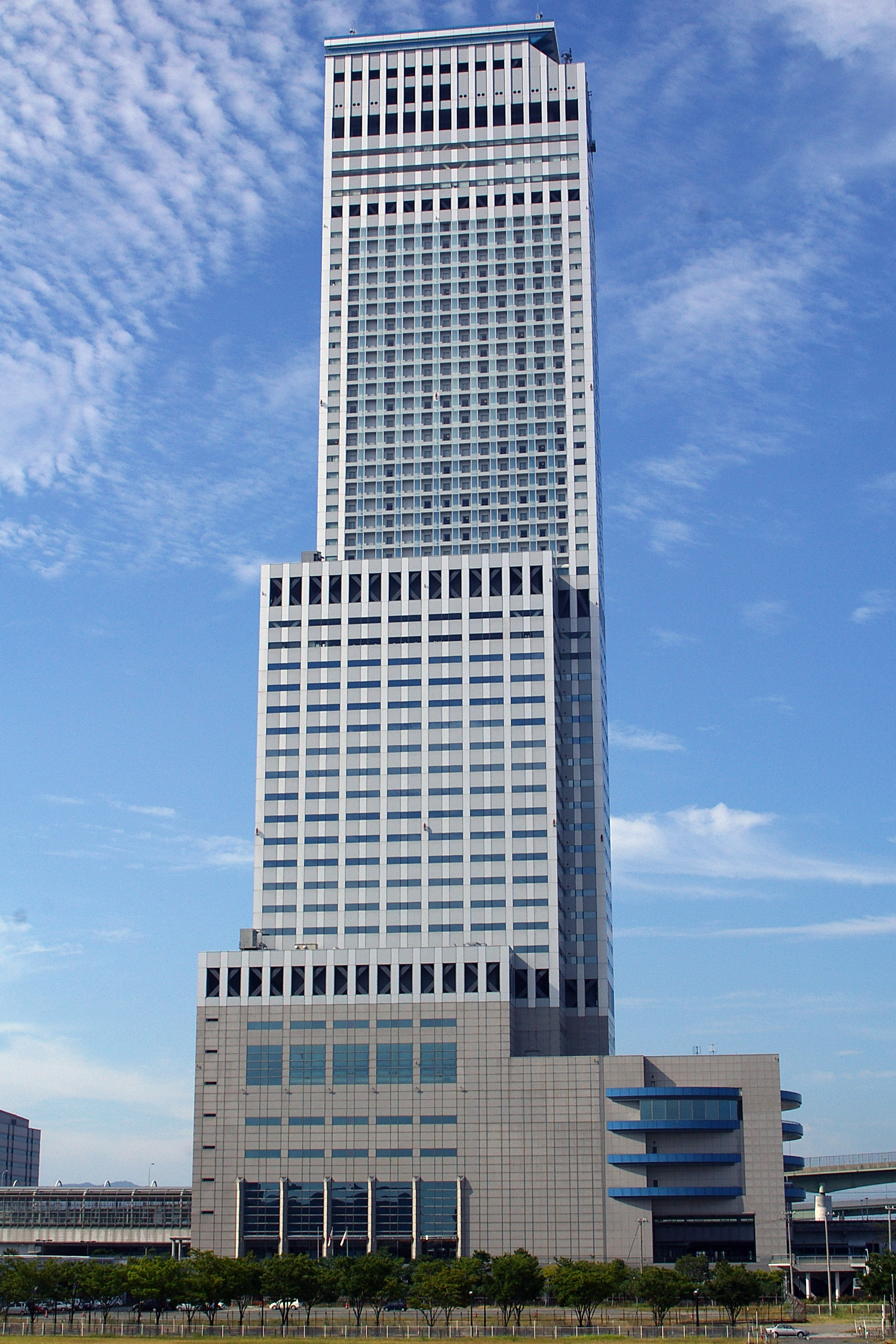
Rinku Gates Tower, Izumisano
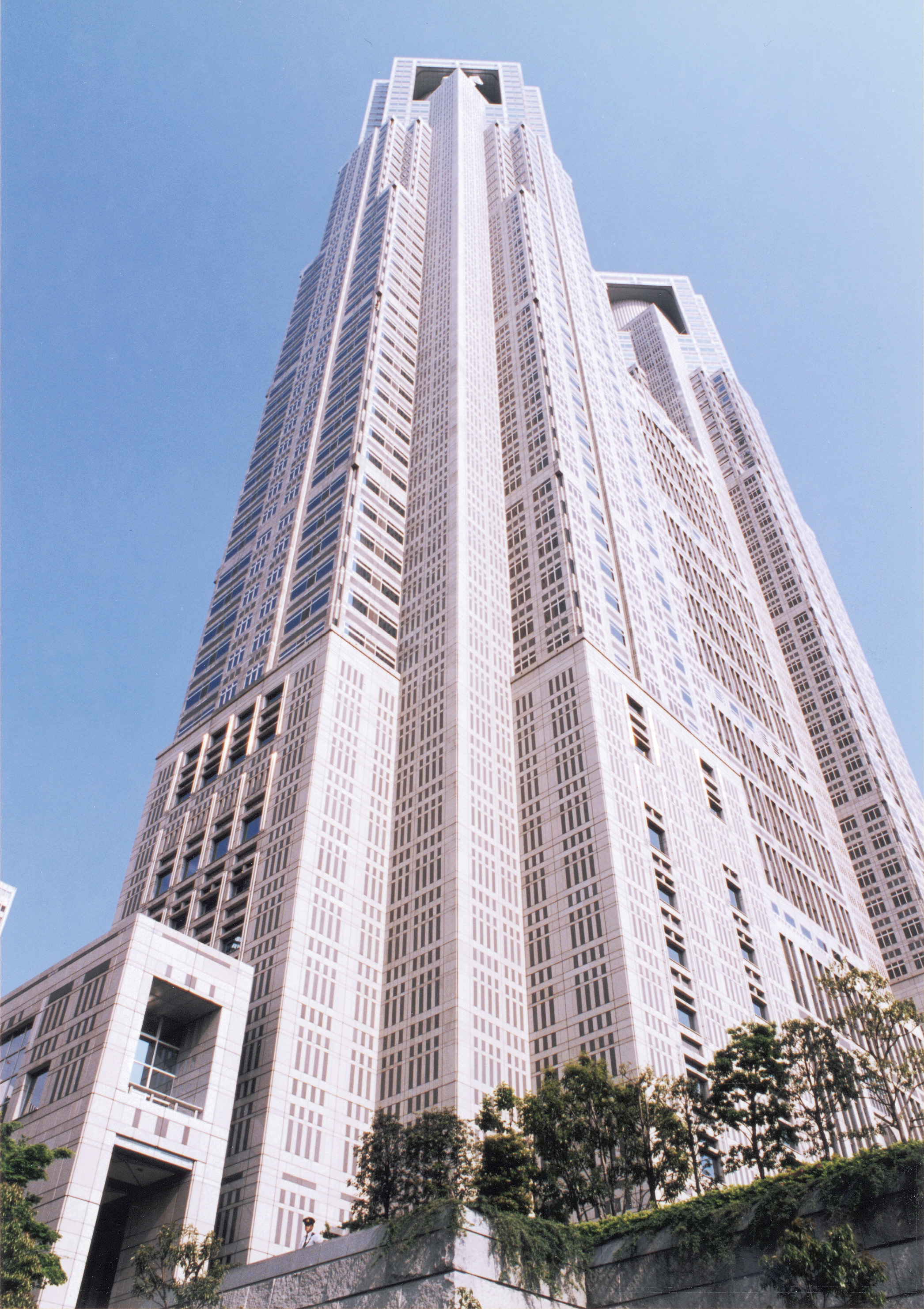
Tokyo Metropolitan Government Building, Tokio
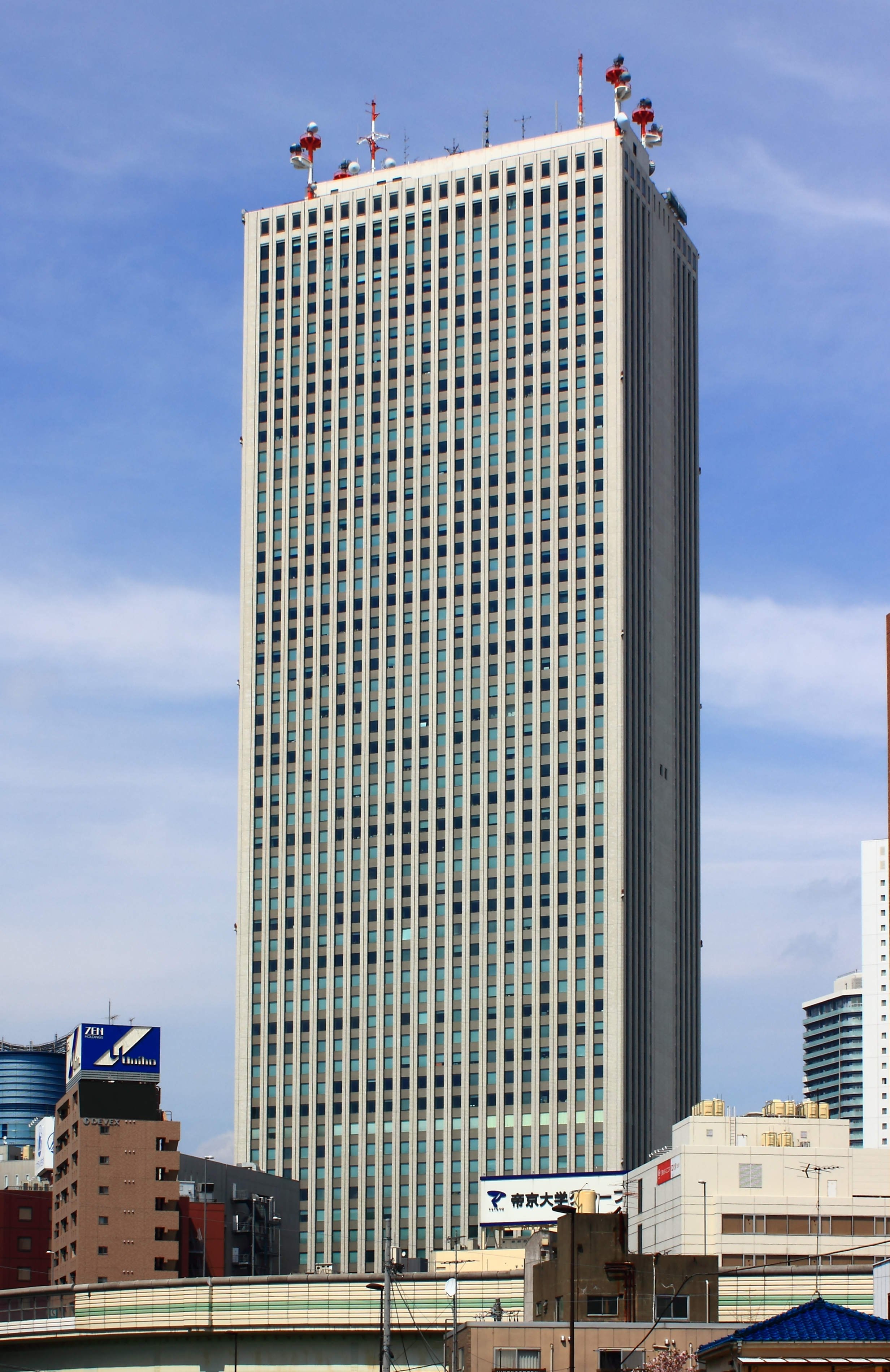
Sunshine 60, Tokio
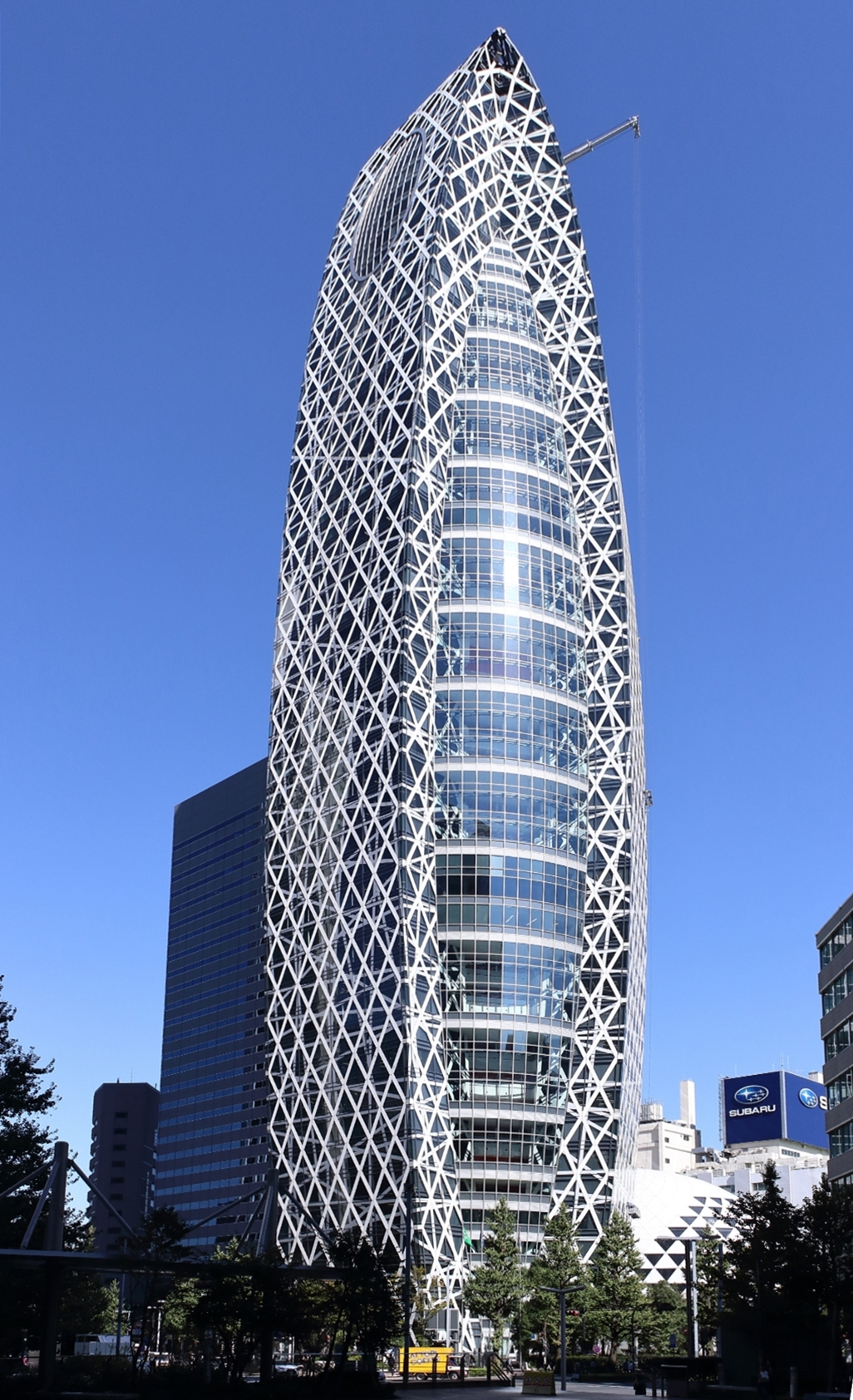
Mode Gakuen Cocoon Tower, Tokio

| Nr. | Name                                   | Stadt     | Höhe  | Etagen | Baujahr |
| --- | -------------------------------------- | --------- | ----- | ------ | ------- |
| 1   | Abeno Harukas                          | Osaka     | 300 m | 60     | 2014    |
| 2   | Landmark Tower                         | Yokohama  | 296 m | 73     | 1993    |
| 3   | Rinku Gates Tower                      | Izumisano | 256 m | 56     | 1996    |
| 4   | Osaka World Trade Center               | Osaka     | 256 m | 55     | 1995    |
| 5   | Toranomon Hills                        | Tokio     | 256 m | 52     | 2014    |
| 6   | Midtown Tower                          | Tokio     | 248 m | 54     | 2007    |
| 7   | Midland Suare                          | Nagoya    | 247 m | 48     | 2007    |
| 8   | JR Central Office Tower                | Nagoya    | 245 m | 51     | 2000    |
| 9   | Tokyo Metropolitan Government Building | Tokio     | 243 m | 48     | 1991    |
| 10  | Sunshine 60                            | Tokio     | 240 m | 60     | 1978    |
| 11  | NTT Docomo Yoyogi Building             | Tokio     | 240 m | 33     | 2000    |
| 12  | Roppongi Hills Mori Tower              | Tokio     | 238 m | 54     | 2003    |
| 13  | Opera City Tower                       | Tokio     | 234 m | 54     | 1997    |
| 14  | Shinjuku Park Tower                    | Tokio     | 233 m | 52     | 1994    |
| 15  | Sumitomo Roppongi Grand Tower          | Tokio     | 230 m | 40     | 2016    |
| 16  | JR Central Hotel Tower                 | Nagoya    | 226 m | 53     | 2000    |
| 17  | Shinjuku Mitsui Building               | Tokio     | 225 m | 55     | 1974    |
| 18  | Shinjuku Center Building               | Tokio     | 223 m | 54     | 1979    |
| 19  | St. Luke‘s Tower                       | Tokio     | 221 m | 51     | 1994    |
| 20  | Shiodome City Center                   | Tokio     | 216 m | 43     | 2003    |
| 21  | Dentsu Headquarters Building           | Tokio     | 213 m | 48     | 2002    |
| 22  | ACT Tower                              | Hamamatsu | 213 m | 45     | 1994    |
| 23  | JR Gate Tower                          | Nagoya    | 211 m | 46     | 2016    |
| 24  | Shinjuku Sumitomo Building             | Tokio     | 210 m | 52     | 1974    |
| 25  | The Kitahama                           | Osaka     | 209 m | 54     | 2009    |
| 26  | Shinjuku Nomura Building               | Tokio     | 209 m | 53     | 1978    |
| 27  | The Parkhouse Nishi Shinjuku Tower 60  | Tokio     | 209 m | 60     | 2017    |
| 28  | Ark Hills Sengokuyama Mori Tower       | Tokio     | 207 m | 47     | 2012    |
| 29  | Akasaka Intercity AIR                  | Tokio     | 205 m | 37     | 2017    |
| 30  | GranTokyo North Tower                  | Tokio     | 205 m | 43     | 2007    |
| 30  | GranTokyo South Tower                  | Tokio     | 205 m | 42     | 2007    |
| 31  | Park City Musashi-Kosugi Mid Sky Tower | Kawasaki  | 204 m | 59     | 2009    |
| 32  | Mode Gakuen Cocoon Tower               | Tokio     | 204 m | 50     | 2008    |
| 33  | X-Tower Osaka Bay                      | Osaka     | 201 m | 54     | 2006    |
| 34  | Izumi Garden Tower                     | Tokio     | 201 m | 43     | 2002    |
| 35  | Japan Post Tower                       | Tokio     | 200 m | 40     | 2012    |
| 36  | ORC 200                                | Osaka     | 200 m | 51     | 1994    |
| 37  | Sompo Japan Head Office Building       | Tokio     | 200 m | 43     | 1976    |
| 38  | The Yomiuri Shimbun Building           | Tokio     | 200 m | 33     | 2000    |

## In Bau und in Planung
| Name                                                   | Stadt    | Höhe  | Etagen | Baujahr | Status     |
| ------------------------------------------------------ | -------- | ----- | ------ | ------- | ---------- |
| Tokyo Station Building B                               | Tokio    | 390 m | 61     | 2027    | In Planung |
| Toranomon-Azabudai District A Town Block               | Tokio    | 330 m | 65     | 2022    | In Planung |
| Toranomon-Azabudai District B-1 Town Block             | Tokio    | 270 m | 63     | 2022    | In Planung |
| Yumeshima Station Tower                                | Osaka    | 250 m | 55     | 2024    | In Planung |
| Tokyo Ekimae Yaesu 1-Chome East District Redevelopment | Tokio    | 250 m | 54     | 2023    | In Planung |
| Yaesu 2-Chome North District Redevelopment A           | Tokio    | 245 m | 45     | 2023    | In Planung |
| Yaesu 2-Chome North District Redevelopment B           | Tokio    | 245 m | 45     | 2023    | In Planung |
| Toranomon-Azabudai District B-2 Town Block             | Tokio    | 240 m | 53     | 2022    | In Planung |
| Y2                                                     | Tokio    | 240 m | 49     | 2022    | In Planung |
| Tokyo Station Building A                               | Tokio    | 230 m | 37     | 2021    | In Planung |
| Shibuya Scramble Square                                | Tokio    | 228 m | 37     | 2021    | Im Bau     |
| Toranomon Hills Residential Tower                      | Tokio    | 220 m | 56     | 2019    | Im Bau     |
| The Tower Yokohama Kitanaka                            | Yokohama | 212 m | 58     | 2020    | Im Bau     |
| OH-1 Tower B                                           | Tokio    | 200 m | 41     | 2020    | Im Bau     |

## Liste der höchsten Gebäude ihrer Zeit
| Zeit       | Gebäude                                | Ort      | Höhe  | Etagen |
| ---------- | -------------------------------------- | -------- | ----- | ------ |
| 1968–1970  | Kasumigaseki Building                  | Tokio    | 156 m | 36     |
| 1970–1971  | Tokyo World Trade Center               | Tokio    | 158 m | 40     |
| 1971–1974  | Keio Plaza North Building              | Tokio    | 178 m | 47     |
| 1974–1978  | Shinjuku Mitsui Building               | Tokio    | 225 m | 55     |
| 1978–1991  | Sunshine 60                            | Tokio    | 240 m | 60     |
| 1991–1993  | Tokyo Metropolitan Government Building | Tokio    | 243 m | 48     |
| 1993–2014  | Landmark Tower                         | Yokohama | 296 m | 73     |
| 2014–heute | Abeno Harukas                          | Osaka    | 300 m | 60     |